# Grammodes ammonia
Grammodes ammonia är en fjärilsart som beskrevs av Pieter Cramer 1779. Grammodes ammonia ingår i släktet Grammodes och familjen nattflyn. Inga underarter finns listade i Catalogue of Life.